# Phlyaria stactalla
Phlyaria stactalla är en fjärilsart som beskrevs av Karsch 1895. Phlyaria stactalla ingår i släktet Phlyaria och familjen juvelvingar. Inga underarter finns listade i Catalogue of Life.